# Michael Martens
Michael Alexander Martens (* 1973 in Hamburg) ist ein deutscher Journalist und Autor.

## Leben
Martens wuchs in Hamburg und in der Lüneburger Heide auf. Sein Großvater war Staatsanwalt, und Offizier im Wehrmachtsführungsstab. Schon als Schüler arbeitete er für verschiedene Tageszeitungen in Norddeutschland, nach dem Abitur ging er für ein Jahr nach Chicago. Von 1995 bis 2000 arbeitete er – unterstützt durch das Auswärtige Amt – als Redakteur für verschiedene russlanddeutsche Zeitungen in Bischkek, Almaty, Kiew und in St. Petersburg, etwa die Zeitung der Deutschen Kyrgyzstans und die St. Petersburgische Zeitung. 2001 ging er zur Nachrichtenredaktion der Frankfurter Allgemeinen Zeitung. Er wurde 2002 als Südosteuropa-Korrespondent nach Belgrad entsandt. Von 2009 bis 2018 war er auch für die Türkei zuständig und berichtete aus Istanbul, ab 2015 aus Athen. Seit 2019 berichtet er mit Sitz in Wien über den Südosten Europas.

## Werk
2011 publizierte Martens das Buch Heldensuche – Die Geschichte des Soldaten, der nicht töten wollte. Es thematisiert einen Wehrmachtsoldaten namens Josef Schulz, der 1941 im Zweiten Weltkrieg während der Besetzung Jugoslawiens durch die deutsche Wehrmacht von seinen eigenen Leuten erschossen worden sein soll, nachdem er sich geweigert haben soll, Geiseln zu erschießen. Das Buch wurde mehrfach positiv besprochen.
2019 veröffentlichte Martens unter dem Titel Im Brand der Welten. Ivo Andrić. Ein europäisches Leben eine Biografie des Diplomaten und Literaturnobelpreisträgers Ivo Andrić. Das Buch wurde vielfach positiv besprochen und für den Preis der Leipziger Buchmesse in der Kategorie Sachbuch/Essayistik nominiert.

## Streit mit Alexis Tsipras 2013
Im Sommer 2013 führte Martens ein Interview mit dem damaligen griechischen Oppositionsführer Alexis Tsipras. Der Politiker beschwerte sich danach über angeblich „unethische Fragen“ von Michael Martens. Daraufhin veröffentlichte Martens den kompletten Audio-Mitschnitt des Interviews. Laut Martens war es das erste Mal, dass sich ein Interviewpartner über seine Fragen beschwert hatte.

## Bücher (Auswahl)
- Ohne Lüge können wir nicht existieren. Ein Gespräch zur Person und über die Zeit mit Friedensreich Hundertwasser. Boldt, Winsen 1998, ISBN 3-928788-24-8.
- Mein Lebensziel ist das Schaffen. Ein Gespräch zur Person und über die Zeit mit Tschingis Aitmatow. Boldt, Winsen 1998, ISBN 3-928788-26-4.
- Ist Kunst unsterblich? Ein Gespräch zur Person und über die Zeit mit Christo und Jeanne-Claude. Boldt, Winsen 1999, ISBN 3-928788-30-2.
- Ich werde die Wunde offen halten. Ein Gespräch zur Person und über die Zeit mit Günter Grass. Boldt, Winsen 1999, ISBN 3-928788-31-0.
- Ich möchte keine tragische Figur sein. Ein Gespräch zur Person und über die Zeit mit Dieter Hildebrandt. Boldt, Winsen 2000, ISBN 3-928788-33-7.
- mit Josef Burg: Irrfahrten. Ein ostjüdisches Leben. Boldt, Winsen 2000, ISBN 3-928788-35-3.
- Es gibt Ideen, die Jahrtausende überstehen. Ein Gespräch zur Person und über die Zeit mit Stefan Heym. Boldt, Winsen 2001, ISBN 3-928788-38-8.
- Eine Wohnungsbegehung. Erinnerungen. Boldt, Winsen 2010, ISBN 978-3-928788-68-7.
- Heldensuche. Die Geschichte des Soldaten, der nicht töten wollte. Zsolnay, Wien 2011, ISBN 978-3-552-05531-5.
- Im Brand der Welten. Ivo Andrić. Ein europäisches Leben. Zsolnay, Wien 2019, ISBN 978-3-552-05960-3.